# A Flower of Evil
A Flower of Evil (tiếng Hàn: 악의 꽃; Romaja: Akui ggot) là phim kinh dị Hàn Quốc năm 1961 đạo diễn và sản xuất bởi Lee Yong-min.

## Tóm tắt
Sau nhiều năm làm việc, một nhà khoa học bị ám ảnh bởi sự trả thù đã phát triển một bông hoa sẽ giúp mình trả thù và uống máu người.